# 白鳥 (名古屋市)
白鳥（しろとり）は、愛知県名古屋市熱田区の町名。現行行政地名は白鳥町と白鳥一丁目から白鳥三丁目。住居表示は白鳥町が未実施、白鳥一丁目から白鳥三丁目が実施済み。

## 地理
名古屋市熱田区中央部に位置し、東は神宮一丁目、西は熱田西町、南は田中町・須賀町・中瀬町・神戸町、北は旗屋二丁目・旗屋町に接する。
熱田神宮の西側にある地域で、当地から旗屋にかけて多数の寺社が点在している。

### 河川
- 堀川

## 歴史
愛知郡白鳥町（熱田白鳥町）を前身とする。江戸期は熱田村の一部で、白鳥下町とも呼ばれた。

### 町名の由来
日本武尊が死後白鳥となって当地に飛来しとどまったという伝説による。また、「しろとり（代取）」には水田を構えるという意味があり、そこに日本武尊伝説が結びついたとの説もある。

### 沿革

#### 白鳥町

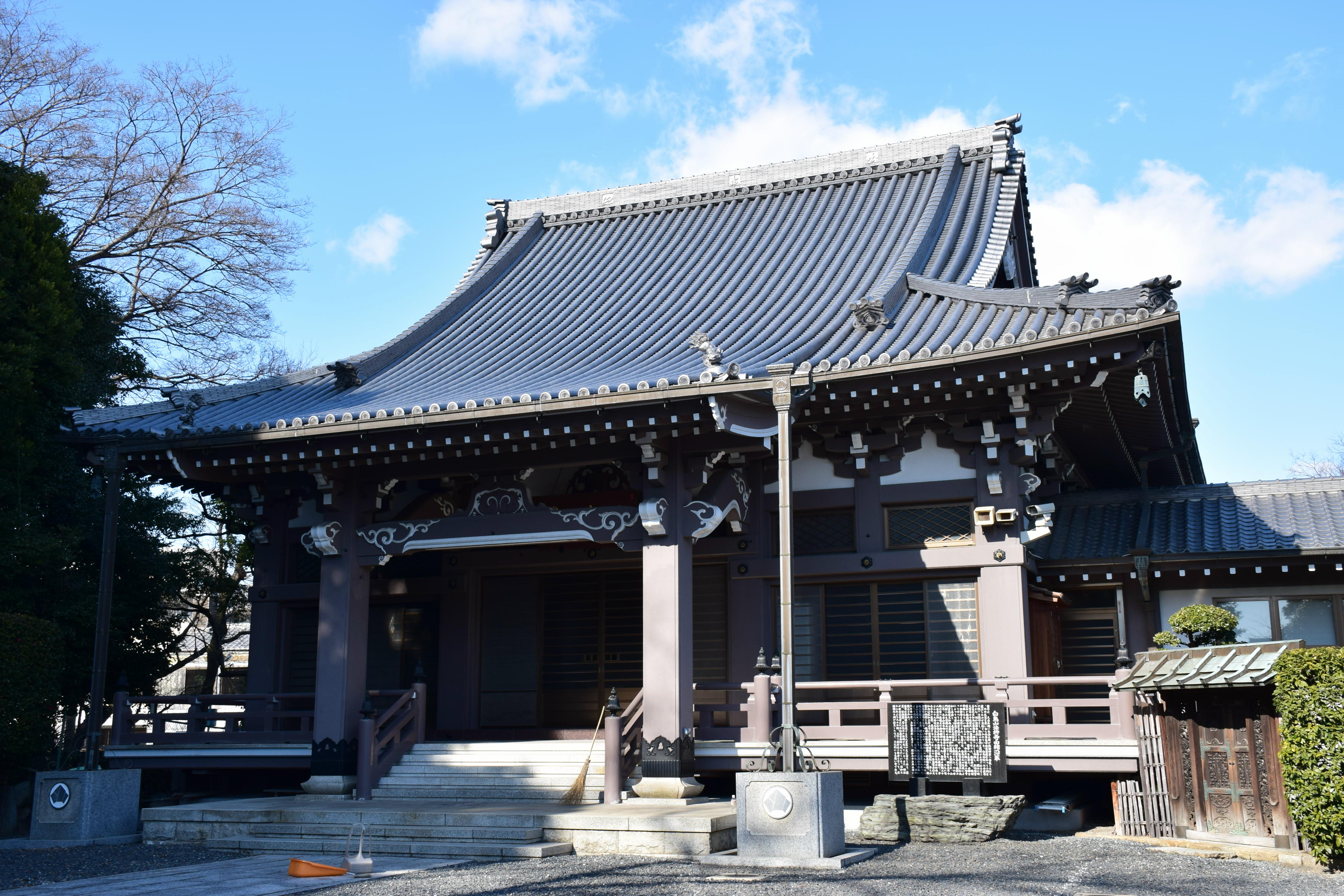
法持寺
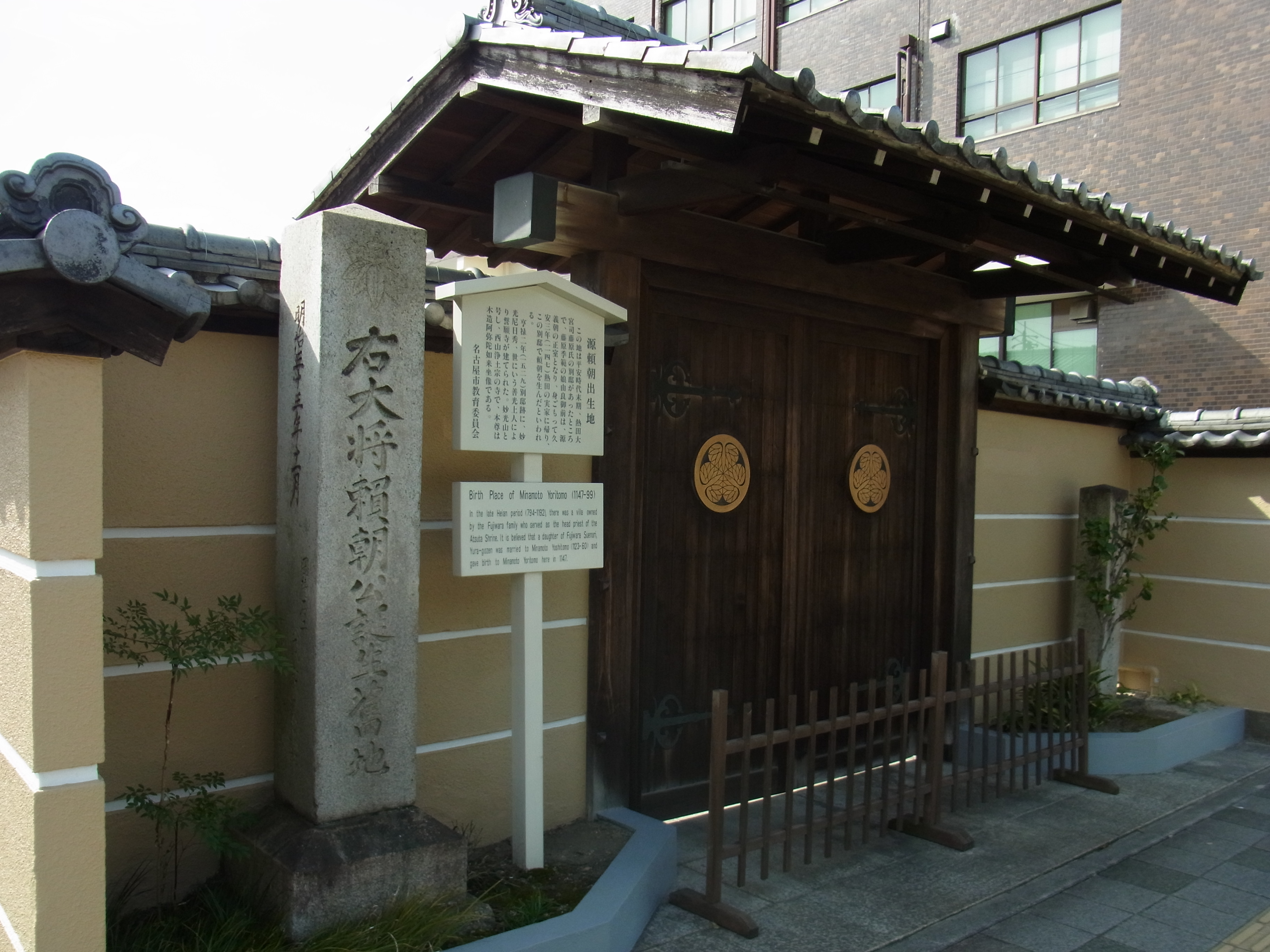
誓願寺

- 明治4年 - 材木町が白鳥町の一部になる[4]。
- 1878年（明治11年）12月28日 - 愛知郡熱田村の一部より、白鳥町が成立[5]。
- 1889年（明治22年）10月1日 - 町村制施行・合併に伴い、愛知郡熱田町大字白鳥となる[5]。
- 1907年（明治40年）6月1日 - 名古屋市へ編入し、同市熱田白鳥町に改称[5]。
- 1908年（明治41年）4月1日 - 行政区設置に伴い、南区所属となる[5]。
- 1913年（大正2年）6月 - 私立熱田簡易図書館が設置される[6]。
- 1937年（昭和12年）10月1日 - 行政区変更に伴い、熱田区所属となる[5]。
- 1939年（昭和14年）12月15日 - 白鳥町に改称[5]。
- 1980年（昭和55年）7月13日 - 一部が白鳥一丁目・旗屋二丁目となる[5]。
- 1981年（昭和56年）9月20日 - 一部が白鳥二〜三丁目・神宮一丁目となり、田中町と境界を変更[5]。

#### 白鳥一〜三丁目
- 1980年（昭和55年）7月13日 - 熱田区熱田西町・白鳥町・旗屋町の各一部より、同区白鳥一丁目が成立[5]。
- 1981年（昭和56年）9月20日 - 白鳥町・田中町・中瀬町・旗屋町の各一部より白鳥二丁目が、白鳥町・田中町・中瀬町の各一部より白鳥三丁目が成立[5]。

## 世帯数と人口
2018年（平成30年）12月1日現在の世帯数と人口は以下の通りである。

### 白鳥
| 丁目       | 世帯数  | 人口    |
| ---------- | ------- | ------- |
| 白鳥一丁目 | 133世帯 | 276人   |
| 白鳥二丁目 | 287世帯 | 562人   |
| 白鳥三丁目 | 197世帯 | 385人   |
| 計         | 617世帯 | 1,223人 |

#### 人口の変遷
国勢調査による人口の推移
| 1995年（平成7年）  | 1,460人 | [ WEB 6 ]  |  |
| 2000年（平成12年） | 1,382人 | [ WEB 7 ]  |  |
| 2005年（平成17年） | 1,275人 | [ WEB 8 ]  |  |
| 2010年（平成22年） | 1,311人 | [ WEB 9 ]  |  |
| 2015年（平成27年） | 1,255人 | [ WEB 10 ] |  |

### 白鳥町
| 町丁   | 世帯数 | 人口  |
| ------ | ------ | ----- |
| 白鳥町 | 91世帯 | 213人 |

#### 人口の変遷
国勢調査による人口の推移
| 1995年（平成7年）  | 53人  | [ WEB 6 ]  |  |
| 2000年（平成12年） | 209人 | [ WEB 7 ]  |  |
| 2005年（平成17年） | 196人 | [ WEB 8 ]  |  |
| 2010年（平成22年） | 256人 | [ WEB 9 ]  |  |
| 2015年（平成27年） | 235人 | [ WEB 10 ] |  |

## 学区
市立小・中学校に通う場合、学校等は以下の通りとなる。また、公立高等学校に通う場合の学区は以下の通りとなる。
| 町丁・丁目 | 番・番地等 | 小学校               | 中学校             | 高等学校 |
| ---------- | ---------- | -------------------- | ------------------ | -------- |
| 白鳥町     | 全域       | 名古屋市立白鳥小学校 | 名古屋市立宮中学校 | 尾張学区 |
| 白鳥一丁目 | 全域       | 名古屋市立白鳥小学校 | 名古屋市立宮中学校 | 尾張学区 |
| 白鳥二丁目 | 全域       | 名古屋市立白鳥小学校 | 名古屋市立宮中学校 | 尾張学区 |
| 白鳥三丁目 | 全域       | 名古屋市立白鳥小学校 | 名古屋市立宮中学校 | 尾張学区 |

## 施設

### 白鳥一丁目
- 名古屋市立宮中学校
- 法持寺[3]
- 梅萼院[3]

### 白鳥二丁目
- 名古屋市立白鳥小学校
- 白鳥幼稚園
- 誓願寺[3]
- 成福寺[3]
- 滝之寺[3]
- 本遠寺[3]
- 福重寺
- 青衾神社 - 熱田神宮の境外摂社
- 金刀比羅神社

### 白鳥三丁目
- 宝持院[3]
- 地蔵院[3]
- 藤江寺[3]
- 清雲寺[3]
- 西福寺[3]
- 松屋院[3]

### 白鳥町
- 名古屋市上下水道局中島ポンプ所

- 法持寺
- 誓願寺

## 史跡
- 白鳥古墳

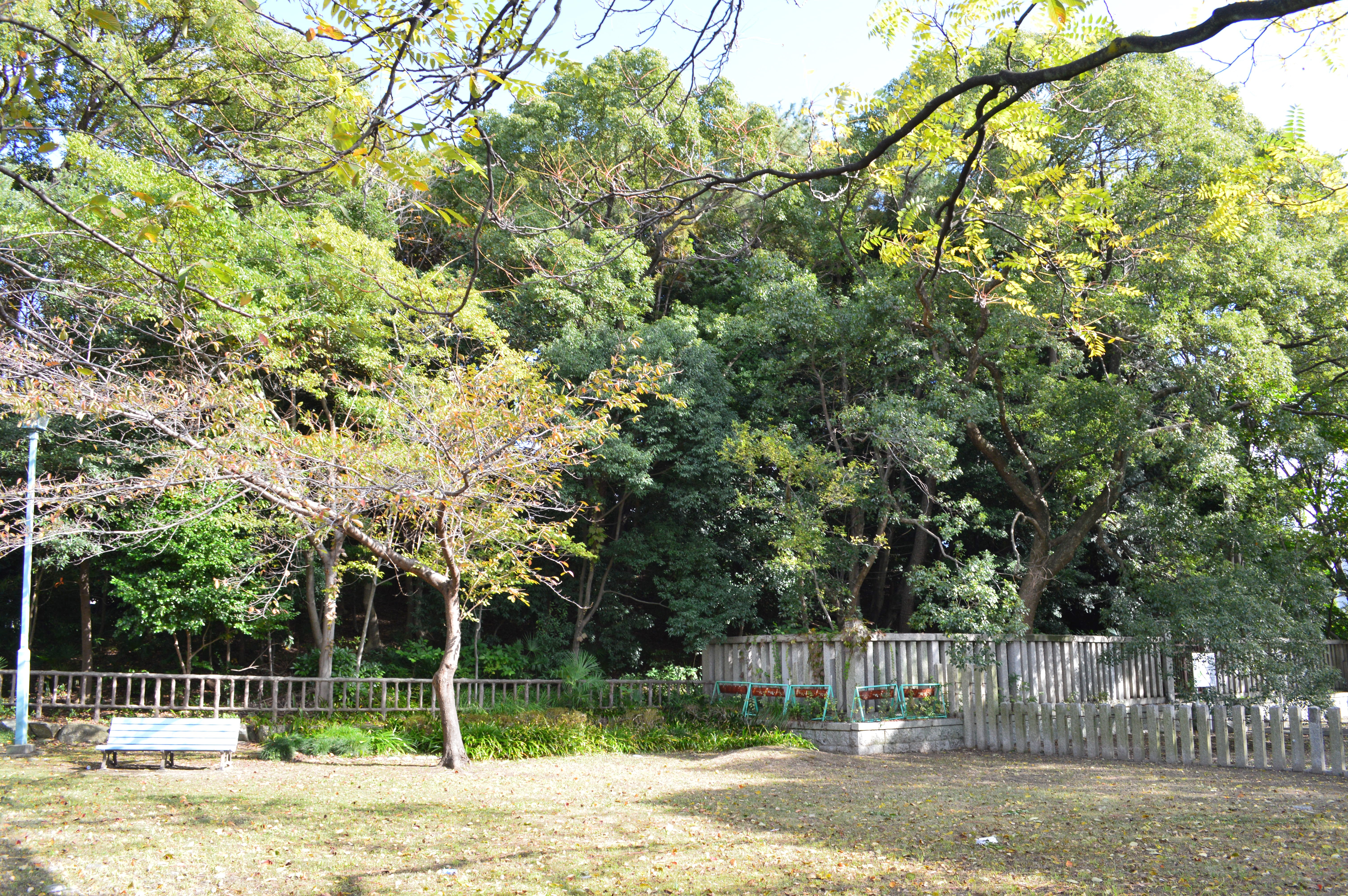
白鳥古墳

  - 宮中学校の北隣にあり、日本武尊の陵との伝承がある[3]。

## 交通

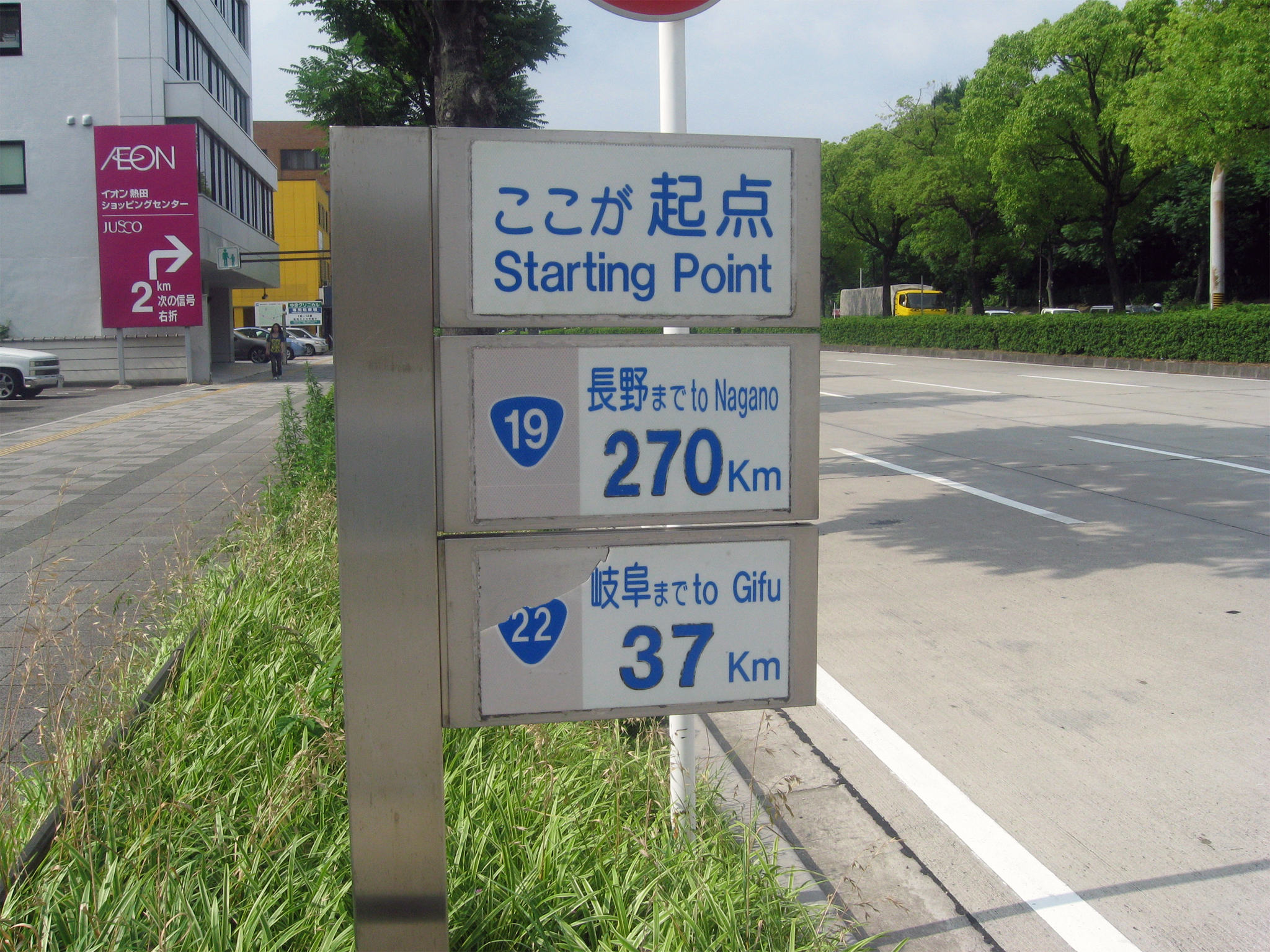
熱田神宮南交差点にある国道19号・22号起点の標識

- 国道1号
- 国道19号・国道22号（伏見通）

## その他

### 日本郵便
- 集配担当する郵便局は以下の通りである[WEB 13]。

| 町丁   | 郵便番号 | 郵便局     |
| ------ | -------- | ---------- |
| 白鳥   | 456-0035 | 熱田郵便局 |
| 白鳥町 | 456-0048 | 熱田郵便局 |

### WEB
1. 1 2 3  “町・丁目(大字)別、年齢(10歳階級)別公簿人口(全市・区別)”.   名古屋市 (2018年12月20日). 2019年1月6日閲覧。
2. 1 2  “郵便番号”.  日本郵便. 2019年1月6日閲覧。
3. 1 2  “市外局番の一覧”.   総務省. 2019年1月6日閲覧。
4. 1 2  “郵便番号”.  日本郵便. 2019年1月6日閲覧。
5. ↑  “熱田区の町名”.   名古屋市 (2015年10月21日). 2019年1月12日閲覧。
6. 1 2  総務省統計局 (2014年3月28日). “平成7年国勢調査の調査結果(e-Stat) - 男女別人口及び世帯数 －町丁・字等” (CSV). 2019年4月27日閲覧。
7. 1 2  総務省統計局 (2014年5月30日). “平成12年国勢調査の調査結果(e-Stat) - 男女別人口及び世帯数 －町丁・字等” (CSV). 2019年4月27日閲覧。
8. 1 2  総務省統計局 (2014年6月27日). “平成17年国勢調査の調査結果(e-Stat) - 男女別人口及び世帯数 －町丁・字等” (CSV). 2019年4月27日閲覧。
9. 1 2  総務省統計局 (2012年1月20日). “平成22年国勢調査の調査結果(e-Stat) - 男女別人口及び世帯数 －町丁・字等” (CSV). 2019年4月27日閲覧。
10. 1 2  総務省統計局 (2017年1月27日). “平成27年国勢調査の調査結果(e-Stat) - 男女別人口及び世帯数 －町丁・字等” (CSV). 2019年4月27日閲覧。
11. ↑  “市立小・中学校の通学区域一覧”.   名古屋市 (2018年11月10日). 2019年1月14日閲覧。
12. ↑  “平成29年度以降の愛知県公立高等学校（全日制課程）入学者選抜における通学区域並びに群及びグループ分け案について”.   愛知県教育委員会 (2015年2月16日). 2019年1月14日閲覧。
13. ↑  郵便番号簿 平成29年度版 - 日本郵便. 2019年01月06日閲覧 (PDF)

### 書籍
1. ↑  角川日本地名大辞典」編纂委員会 1989, p. 1444.
2. ↑  角川日本地名大辞典」編纂委員会 1989, p. 700.
3. 1 2 3 4 5 6 7 8 9 10 11 12 13 14  名古屋市計画局 1992, p. 425.
4. ↑  角川日本地名大辞典」編纂委員会 1989, p. 590.
5. 1 2 3 4 5 6 7 8 9 10  名古屋市計画局 1992, p. 812.
6. ↑  名古屋市会事務局 1963, p. 206.